# Orchestra London Canada
L'Orchestra London Canada est un orchestre professionnel canadien basé à London en Ontario. L'orchestre a été fondé par le chef d'orchestre et violoniste Bruce Sharpe en 1937 sous le nom de London Civic Symphony Orchestra. En 1957 le nom devient London Symphony Orchestra puis Orchestra London Canada en 1981. Alain Trudel en est le directeur artistique.